# Бузешти (Марамуреш)
Бузешти (рум. Buzești) насеље је у Румунији у округу Марамуреш у општини Фаркаша. Oпштина се налази на надморској висини од 173 m.

## Становништво
Према подацима из 2002. године у насељу је живело 617 становника, од којих су сви румунске националности.